# Idiocerus perplexus
Idiocerus perplexus är en insektsart som beskrevs av David D. Gillette och Baker 1895. Idiocerus perplexus ingår i släktet Idiocerus och familjen dvärgstritar. Inga underarter finns listade i Catalogue of Life.